# Långgölen (Norrköpings socken, Östergötland)
Långgölen är en sjö i Norrköpings kommun i Östergötland och ingår i Kilaån-Motala ströms kustområde.